# Јанко Камауф
Јанко Камауф био је први градоначелник града Загреба.
На подстицај бана Јосипа Јелачића 7. септембра 1850. године Царским патентом повезани су у јединствени Загреб краљевска слободна варош на брду Градецу, Каптол, Нова вес, Влашка улица, подграђе и њима припадајућа села. Тако је Загреб почео да живи као јединствен град, а за првог градоначелника био је изабран Јанко Камауф, последњи варошки судија Градеца. Загреб је тада имао 16.036 становника.
Управљао је градом Загребом пуних 6 година, од 1851. до 1857.